# Asesinatos de los páramos
Los asesinatos de los páramos (The Moors Murders) fueron  llevados a cabo por Ian Brady y Myra Hindley entre julio de 1963 y octubre de 1965, alrededor de la zona hoy conocida como Gran Mánchester, Inglaterra. Las víctimas fueron cinco niños con edades comprendidas entre los 10 y los 17 años —Pauline Reade, John Kilbride, Keith Bennett, Lesley Ann Downey y Edward Evans— al menos cuatro de ellos sufrieron abusos sexuales. Los asesinatos recibieron ese nombre porque dos de las víctimas fueron descubiertas en tumbas cavadas en el páramo Saddleworth, una tercera tumba fue descubierta en el páramo en 1987, más de 20 años después de que Brady y Hindley fueran juzgados, en 1966. Se sospecha que también fue enterrado allí el cuerpo de una cuarta víctima, Keith Bennett, pero, a pesar de múltiples búsquedas, no ha sido encontrado.
La pareja solo fue acusada de los asesinatos de Kilbride, Downey y Evans, y recibieron condenas de cadena perpetua sin posibilidad de libertad condicional. La investigación se reabrió en 1985 después de que se informara que Brady había confesado los asesinatos de Reade y Bennett. En 1987, Hindley dejó de afirmar su inocencia y confesó todos los asesinatos. Después de confesar estos asesinatos adicionales, Brady y Hindley fueron llevados por separado al páramo de Saddleworth para ayudar en la búsqueda de las tumbas.
Caracterizada por la prensa como "la mujer más malvada de Gran Bretaña", Hindley presentó varias apelaciones contra su condena a cadena perpetua, alegando que era una mujer reformada y que ya no representaba un peligro para la sociedad, pero nunca fue liberada. Murió en 2002 en el Hospital de West Suffolk, a los 60 años, después de cumplir 36 años de prisión.
Brady fue diagnosticado como psicópata en 1985 y fue recluido en el Hospital de Alta Seguridad de Ashworth. Dejó claro que nunca deseaba ser liberado y pidió repetidamente que se le permitiera morir. Murió en 2017, en Ashworth, a los 79 años, después de cumplir 51 años.
Los asesinatos fueron el resultado de lo que Malcolm MacCulloch, profesor de psiquiatría forense en la Universidad de Cardiff, describió como una "concatenación de circunstancias". El juez del juicio, el juez Fenton Atkinson, describió a Brady y Hindley en sus observaciones finales como "dos asesinos sádicos de la máxima depravación". Sus crímenes fueron objeto de una amplia cobertura mediática en todo el mundo.
El grupo británico The Smiths escribió un tema sobre los asesinatos de los páramos, con el título "Suffer Little Children".